# Palorus ratzeburgi
Palorus ratzeburgi är en skalbaggsart som först beskrevs av Wissmann 1848.  I den svenska databasen Dyntaxa används istället namnet Palorus ratzeburgii. Palorus ratzeburgi ingår i släktet Palorus och familjen svartbaggar. Arten förekommer tillfälligt i Sverige, men reproducerar sig inte. Inga underarter finns listade i Catalogue of Life.